# Hyles esulae
Hyles esulae är en fjärilsart som beskrevs av Jean Baptiste Boisduval 1834. Hyles esulae ingår i släktet Hyles och familjen svärmare. Inga underarter finns listade i Catalogue of Life.